# PWG World Championship
Die PWG World Championship (zu deutsch PWG Weltmeisterschaft), ursprünglich PWG Championship, ist der wichtigste Wrestlingtitel für Einzelwrestler von Pro Wrestling Guerrilla. Der Titel ist ein World Heavyweight Title und wird auch in anderen Wrestlingligen verteidigt. Wie im Wrestling allgemein üblich erfolgt die Vergabe nach einer zuvor bestimmten Storyline.

## Geschichte
Der Titel wurde am 30. August 2003 eingeführt. Der erste Titelträger wurde am selben Tag bei der Veranstaltung Bad Ass Mother 3000, wo ein 16-Mannturnier stattfand, ermittelt. Im Finale des Turniers konnte sich Frankie Kazarian gegen Joey Ryan durchsetzen und sich zum ersten Titelträger krönen. Im Februar 2006 wurde der Titel von PWG Championship in PWG World Championship umbenannt, da der damalige Titelträger Joey Ryan den Titel erstmals außerhalb der USA verteidigt hat. Zuerst verteidigte Joey Ryan seinen Titel gegen Emil Sitoci in Essen, Deutschland und später gegen Jonny Storm in Orpington in England.

## Titelstatistiken

### Rekorde
| Rekord                  | Rekordhalter                             | Einheit               |
| ----------------------- | ---------------------------------------- | --------------------- |
| Meiste Titelgewinne     | Kevin Steen                              | 3-mal                 |
| Längste Regentschaft    | Adam Cole                                | 538 Tage              |
| Kürzeste Regentschaft   | Bryan Danielson                          | <1 Tag                |
| Ältester Titelträger    | Jeff Cobb                                | 42 Jahre und 257 Tage |
| Jüngster Titelträger    | Kevin Steen                              | 21 Jahre und 91 Tage  |
| Schwerster Titelträger  | Keith Lee                                | 151 Kilogramm         |
| Leichtester Titelträger | Human Tornado                            | 78 Kilogramm          |
| Größter Titelträger     | Chris Hero & Claudio Castagnoli          | 196 Zentimeter        |
| Kleinster Titelträger   | Bryan Danielson, Low Ki & Davey Richards | 173 Zentimeter        |

### Liste der Titelträger
| #  | Champion           | Nr. | Tage  | Datum des Titelgewinns | Ort                                | Veranstaltung                       | Bemerkung |
| -- | ------------------ | --- | ----- | ---------------------- | ---------------------------------- | ----------------------------------- | --- |
| 1  | Frankie Kazarian   | 1   | 176   | 30. August 2003        | Industry, Kalifornien              | Bad Ass Mother 3000                 | Besiegte Joey Ryan im Turnierfinale eines 16-Mann-Turniers, um den neu eingeführten Titel zu gewinnen.                                                                                               |
| 2  | Adam Pearce        | 1   | 139   | 22. Februar 2004       | Santa Ana, Kalifornien             | Taste the Radness                   | Dies war ein Chicago Street Fight. |
| 3  | Frankie Kazarian   | 2   | 126   | 10. Juli 2004          | Los Angeles, Kalifornien           | The Reason for the Season           | Dies war ein Loser Leaves Town-Steel Cage-Match. |
| 4  | Super Dragon       | 1   | 140   | 13. November 2004      | Los Angeles, Kalifornien           | Free Admission (Just Kidding)       | |
| 5  | AJ Styles          | 1   | 126   | 2. April 2005          | Los Angeles, Kalifornien           | All Star Weekend                    | |
| 6  | Kevin Steen        | 1   | 119   | 6. August 2005         | Los Angeles, Kalifornien           | Zombies [Shouldn't Run]             | |
| 7  | Joey Ryan          | 1   | 406   | 5. Dezember 2005       | Los Angeles, Kalifornien           | Chanukah Chaos (The C's Are Silent) | Während der Titelregentschaft von Joey Ryan wurde der Titel in PWG World Championship umbenannt, da der Titel zum ersten Mal außerhalb der USA verteidigt wurde, nämlich in Deutschland und England. |
| 8  | Human Tornado      | 1   | 42    | 13. Januar 2007        | Reseda, Los Angeles, Kalifornien   | Based on a True Story               | Dies war ein Guerrilla Warfare-Match. |
| 9  | El Generico        | 1   | 155   | 24. Februar 2007       | Van Nuys, Los Angeles, Kalifornien | Holy Diver Down                     | |
| 10 | Bryan Danielson    | 1   | 160   | 29. Juli 2007          | Burbank, Kalifornien               | Giant-Size Annual #4                | |
| 11 | Low Ki             | 1   | 32    | 25. Januar 2008        | Van Nuys, Los Angeles, Kalifornien | All-Star Weekend 6                  | |
|    | Titel vakant       | *   | *     | 6. Februar 2008        | *                                  | *                                   | Low Ki musste den Titel aufgrund einer Knieverletzung niederlegen. |
| 12 | Human Tornado      | 2   | 133   | 24. Februar 2008       | Reseda, Los Angeles, Kalifornien   | ¡Dia de los Dangerous!              | Besiegte Karl Anderson und Roderick Strong im Finale eines Turniers, um den vakanten Titel zu gewinnen.                                                                                              |
| 13 | Chris Hero         | 1   | 425   | 6. Juli 2008           | Reseda, Los Angeles, Kalifornien   | Life During Wartime                 | Dies war ein Guerrilla Warfare Steel Cage-Match. |
| 14 | Bryan Danielson    | 2   | <1    | 4. September 2009      | Reseda, Los Angeles, Kalifornien   | Guerre Sans Frontières              | |
|    | Titel vakant       | *   | *     | 4. September 2009      | Reseda, Los Angeles, Kalifornien   | Guerre Sans Frontières              | Bryan Danielson legte den Titel unmittelbar nach seinem Titelgewinn nieder, da er einen Vertrag mit World Wrestling Entertainment unterzeichnet hatte.                                               |
| 15 | Kenny Omega        | 1   | 98    | 21. November 2009      | Reseda, Los Angeles, Kalifornien   | Battle of Los Angeles 2009          | Besiegte Roderick Strong im Finale Battle of Los Angeles, um den vakanten Titel zu gewinnen. |
| 16 | Davey Richards     | 1   | 198   | 27. Februar 2010       | Reseda, Los Angeles, Kalifornien   | As the Worm Turns                   | |
|    | Titel vakant       | *   | *     | 13. September 2010     | *                                  | *                                   | Davey Richards vakantierte den Titel, weil es ihm nicht mehr möglich war den Titel zu verteidigen.                                                                                                   |
| 17 | Claudio Castagnoli | 1   | 287   | 9. Oktober 2010        | Reseda, Los Angeles, Kalifornien   | The Curse of Guerrilla Island       | Besiegte Brandon Gatson, Chris Hero und Joey Ryan in einem Four–Way-Match, um den vakanten Titel zu gewinnen.                                                                                        |
| 18 | Kevin Steen        | 2   | 91    | 23. Juli 2011          | Reseda, Los Angeles, Kalifornien   | Eight                               | |
| 19 | El Generico        | 2   | 147   | 22. Oktober 2011       | Reseda, Los Angeles, Kalifornien   | Steen Wolf                          | Dies war ein Leiter-Match. |
| 20 | Kevin Steen        | 3   | 259   | 17. März 2012          | Reseda, Los Angeles, Kalifornien   | World’s Finest                      | Dies war ein Three-Way-Match, in dem auch Eddie Edwards involviert war. |
| 21 | Adam Cole          | 1   | 538   | 1. Dezember 2012       | Reseda, Los Angeles, Kalifornien   | Mystery Vortex                      | Dies war ein Guerrilla Warfare-Match. |
| 22 | Kyle O’Reilly      | 1   | 203   | 23. Mai 2014           | Reseda, Los Angeles, Kalifornien   | Sold Our Soul for Rock 'n Roll      | Dies war ein Knockout or Submission Only Match. |
| 23 | Roderick Strong    | 1   | 449   | 12. Dezember 2014      | Reseda, Los Angeles, Kalifornien   | Black Cole Sun                      | Dies war ein Guerrilla Warfare-Match. |
| 24 | Zack Sabre Jr.     | 1   | 489   | 5. März 2016           | Reseda, Los Angeles, Kalifornien   | All Star Weekend 12                 | |
| 25 | Chuck Taylor       | 1   | 106   | 7. Juli 2017           | Reseda, Los Angeles, Kalifornien   | Pushin Forward Back                 | |
| 26 | Ricochet           | 1   | 83    | 21. Oktober 2017       | Reseda, Los Angeles, Kalifornien   | All Star Weekend 13 – Night Two     | |
| 27 | Chuck Taylor       | 2   | 70    | 12. Januar 2017        | Reseda, Los Angeles, Kalifornien   | Mystery Vortex V                    | |
| 28 | Keith Lee          | 1   | 29    | 23. März 2018          | Los Angeles, Kalifornien           | Mystery Vortex V                    | |
| 29 | Walter             | 1   | 181   | 21. April 2018         | Reseda, Los Angeles, Kalifornien   | All Star Weekend 14 – Night Two     | Dies war ein Three-Way-Match, in dem auch Jonah Rock involviert war. |
| 30 | Jeff Cobb          | 1   | 427   | 19. Oktober 2018       | Los Angeles, Kalifornien           | Smokey and the Bandido              | |
| 31 | Bandido            | 1   | 1922+ | 20. Dezember 2019      | Los Angeles, Kalifornien           | Makings of a Varsity Athlete        | |